# ГЕС Shuǐjīnguān
ГЕС Shuǐjīnguān (水津关水电站) — гідроелектростанція у центральній частині Китаю в провінції Сичуань. Знаходячись між ГЕС Dàxīng (вище по течії) та ГЕС Guīdūfǔ, входить до складу каскаду на річці Qingyi, яка приєднується ліворуч до Дадухе незадовго до впадіння останньої праворуч до Міньцзян (велика ліва притока Янцзи).
В межах проекту річку перекрили бетонною греблею висотою 24 метри та довжиною 395 метрів. Вона яка утримує водосховище з об'ємом 6 млн м3 (корисний об'єм 1,2 млн м3) та нормальним рівнем поверхні на позначці 549 метрів.  
Пригреблевий машинний зал обладнали трьома бульбовими турбінами потужністю по 21 МВт, які використовують напір у 12 метрів та забезпечують виробництво 299 млн кВт-год електроенергії на рік.
Відпрацьована вода прямує понад два кілометри по прокладеному паралельно руслу річки каналу, котрий дозволяє збільшити доступний напір.